# Jardines de Can Sentmenat
Los jardines de Can Sentmenat se encuentran en el distrito de Sarrià-Sant Gervasi de Barcelona. Se trata de los jardines del Palacio de los Marqueses de Sentmenat, construido en 1779, que actualmente acoge a EINA, Centro Universitario de Diseño y Arte de Barcelona. Fueron abiertos al público en 1995 tras una restauración efectuada por Patrizia Falcone.

## Historia
En este terreno había una masía del siglo XIV, el Mas Teixidó. En el siglo XVII fue adquirida por los marqueses de Sentmenat, que en 1779 construyeron el palacio, de estilo neogótico, obra del arquitecto Andrés Bosch y Riba. En 1960 los Sentmenat alquilaron el palacio al cónsul de Francia, hasta que en 1974 lo vendieron a la inmobiliaria Núñez y Navarro. Sin embargo, el Ayuntamiento de Barcelona se interesó por la preservación de este patrimonio arquitectónico y artístico, y tras llegar a un acuerdo con el promotor adquirió la finca en 1992. En 1994 cedió por 35 años el palacio a la Escuela Superior de Diseño EINA, que abrió sus puertas tras una restauración efectuada por los arquitectos Miquel Espinet y Antoni Ubach. También se añadieron entonces unas gárgolas elaboradas por Sergi Aguilar y un mural en la entrada del palacio, obra de Albert Ràfols Casamada.

## Descripción
Los jardines se estructuran alrededor del palacio: frente a la fachada delantera hay unos jardines de estilo clásico afrancesado, con un estanque circular rodeado de parterres de broderie, y un paseo jalonado de estatuas que hacen referencia a los blasones heráldicos de varias familias emparentadas con los Sentmenat. En la parte posterior había unos jardines de estilo romántico con una cascada artificial, diluidos hoy en día en la zona forestal que se abre a la sierra de Collserola.
Las estatuas representan siete linajes con lazos con los Sentmenat: los Jordán de Urríes, Sarriera, Osorio, Despujol, Patiño y Ciutadilla, además del suyo propio. Son figuras femeninas con distintos atributos relativos a los blasones de cada linaje, de izquierda a derecha: Sarriera, una chica con un pecho descubierto y un pez a los pies; Sentmenat, una mujer con la corona de marqués y el escudo de armas de la familia; Ciutadilla, una chica con un perro; Patiño, una chica con un pato; Jordán de Urríes, una chica cubierta con una túnica; Osorio, una chica con un osezno; Despujol, una chica con una palma. Las esculturas de Ciutadilla y Patiño están decapitadas, y la de Osorio tiene la cara desfigurada por golpes. Las esculturas son de cerca de 1955, y están atribuidas —sin plena certeza— a Joaquim de Sentmenat i Sarriera, octavo marqués de Sentmenat. En la parte posterior del palacio queda el resto de una escultura de una chica desnuda sentada en el suelo, de la que solo quedan las nalgas, los pies y una mano, sobre un pequeño pedestal; está firmada J. de Sentmenat, 59.

## Vegetación
Entre las especies presentes en el parque se hallan: el tilo (Tilia x europaea), la acacia (Robinia pseudoacacia), el sapindo de China (Koelreuteria paniculata), el cedro del Himalaya (Cedrus deodara), el ciprés de Lambert (Cupressus macrocarpa), el tejo (Taxus baccata), la tuya oriental (Thuja orientalis), la palmera de Canarias (Phoenix canariensis), la palmera datilera (Phoenix dactylifera), el palmito (Chamaerops humilis), el palmito elevado (Trachycarpus fortunei), la palmera washingtonia (Washingtonia robusta y Washingtonia filifera), la buganvilla (Bugainvillea sp.), la enredadera de alambre (Muehlenbeckia complexa), la parra virgen (Parthenocissus quinquefolia), el pino carrasco (Pinus halepensis), la encina (Quercus ilex), el madroño (Arbutus unedo), el acebillo (Ruscus aculeatus), la zarzaparrilla (Smilax aspera), la madreselva (Lonicera implexa), el lentisco (Pistacea lentiscus), la jara blanca (Cistus albidus) y la esparraguera de bosque (Aspargus actifolius).

## Galería

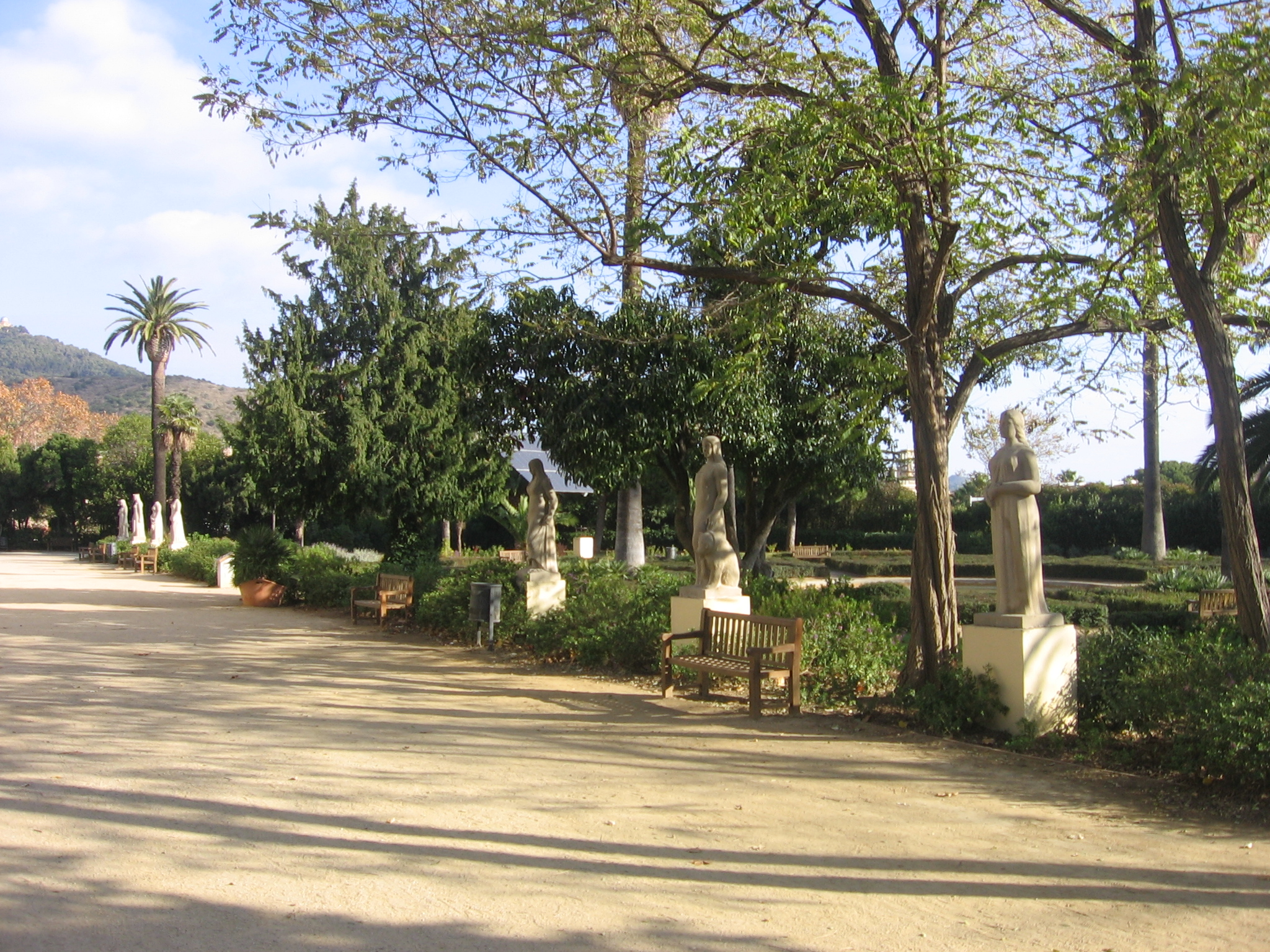
Paseo de las estatuas.
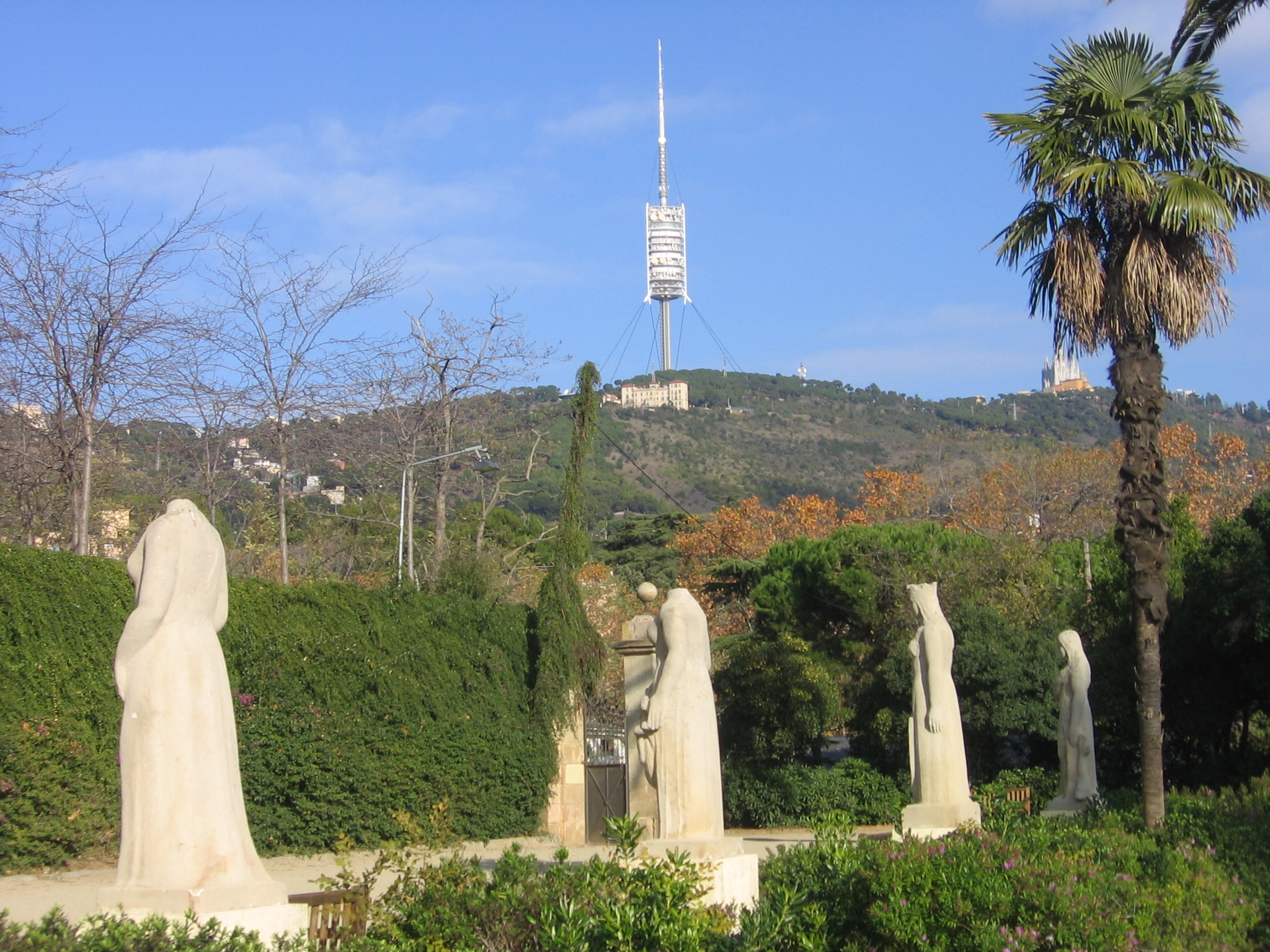
Vista con la Torre de Collserola al fondo.
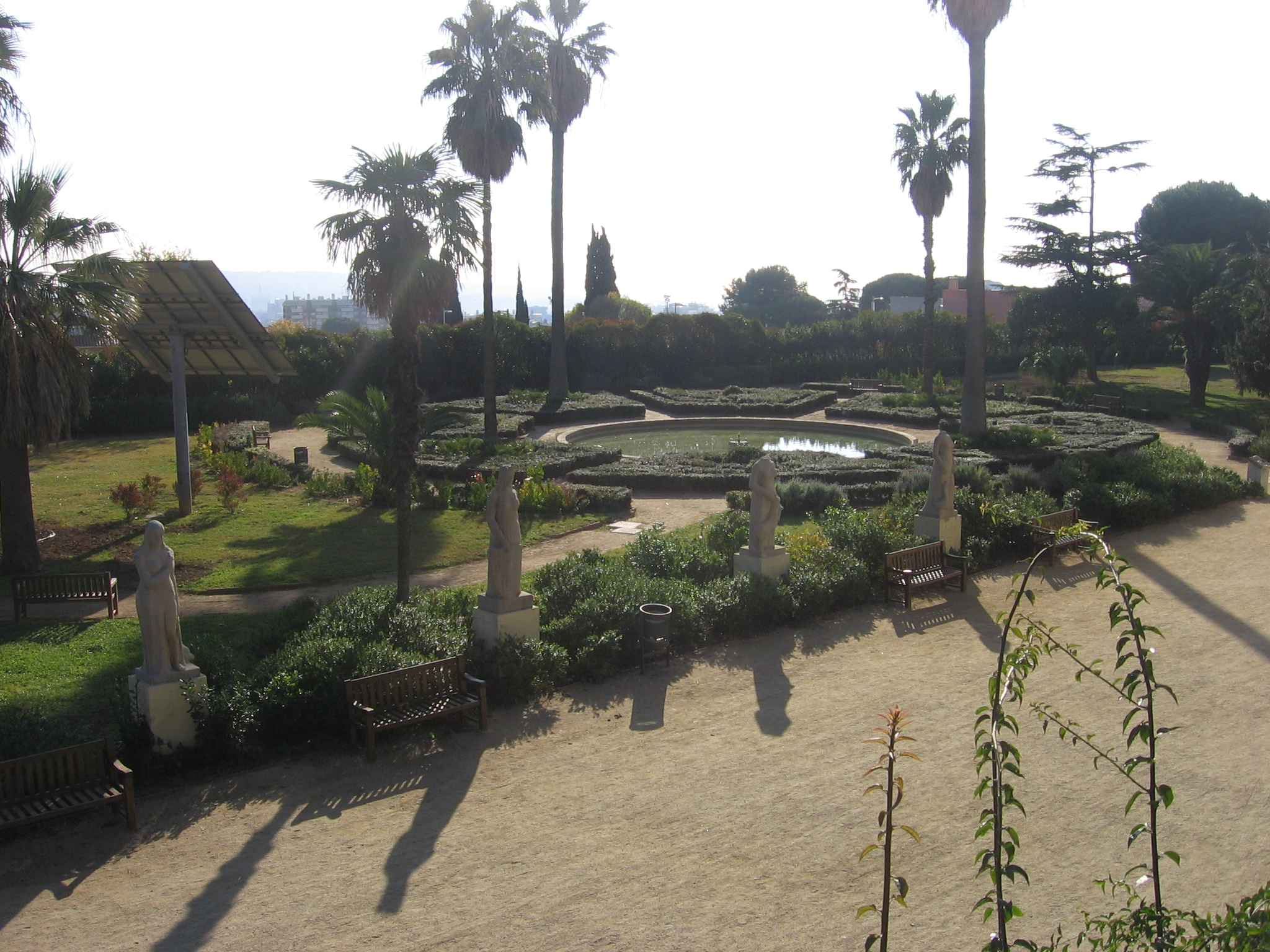
Vista superior del conjunto.
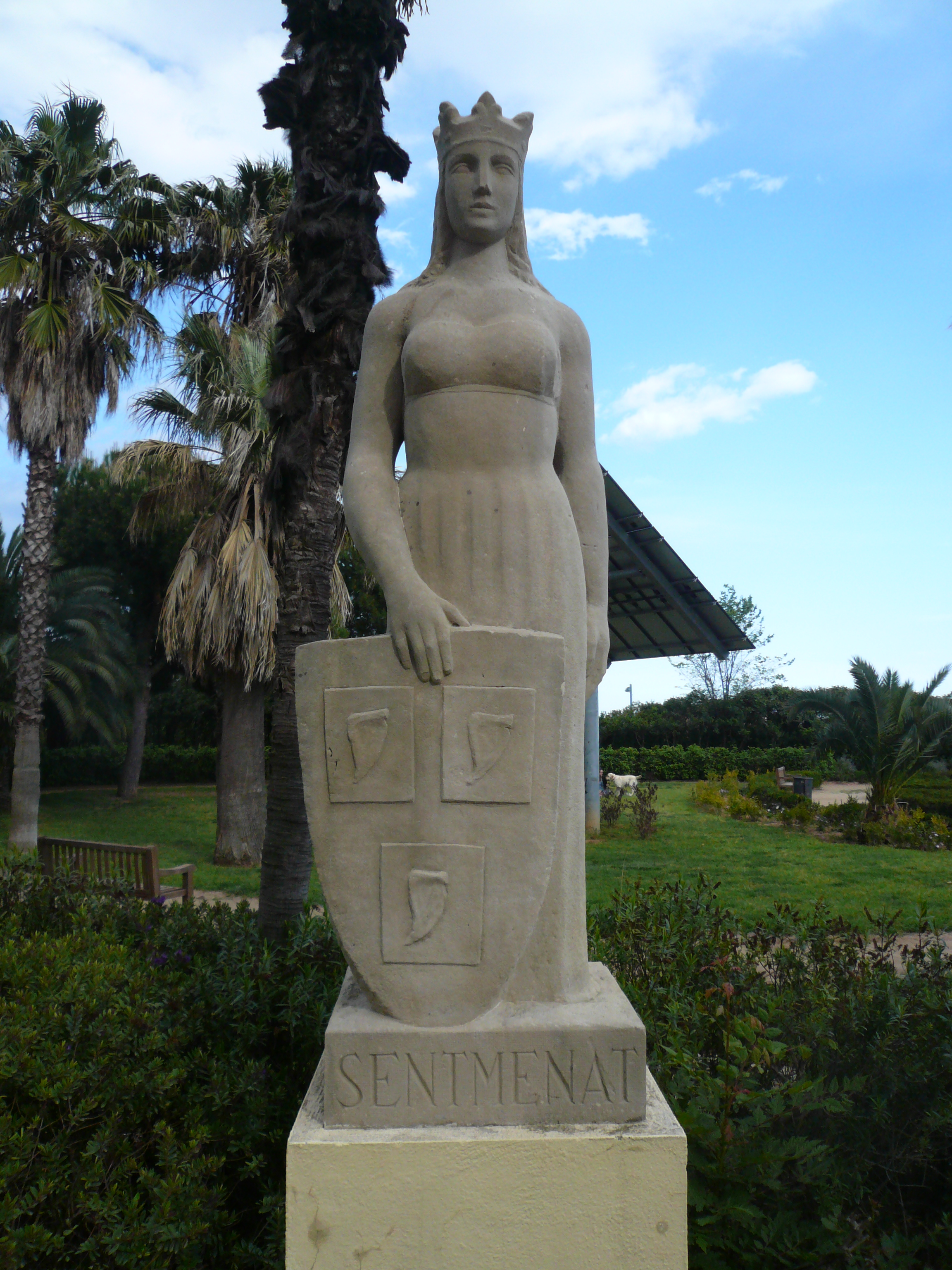
Estatua de Sentmenat.
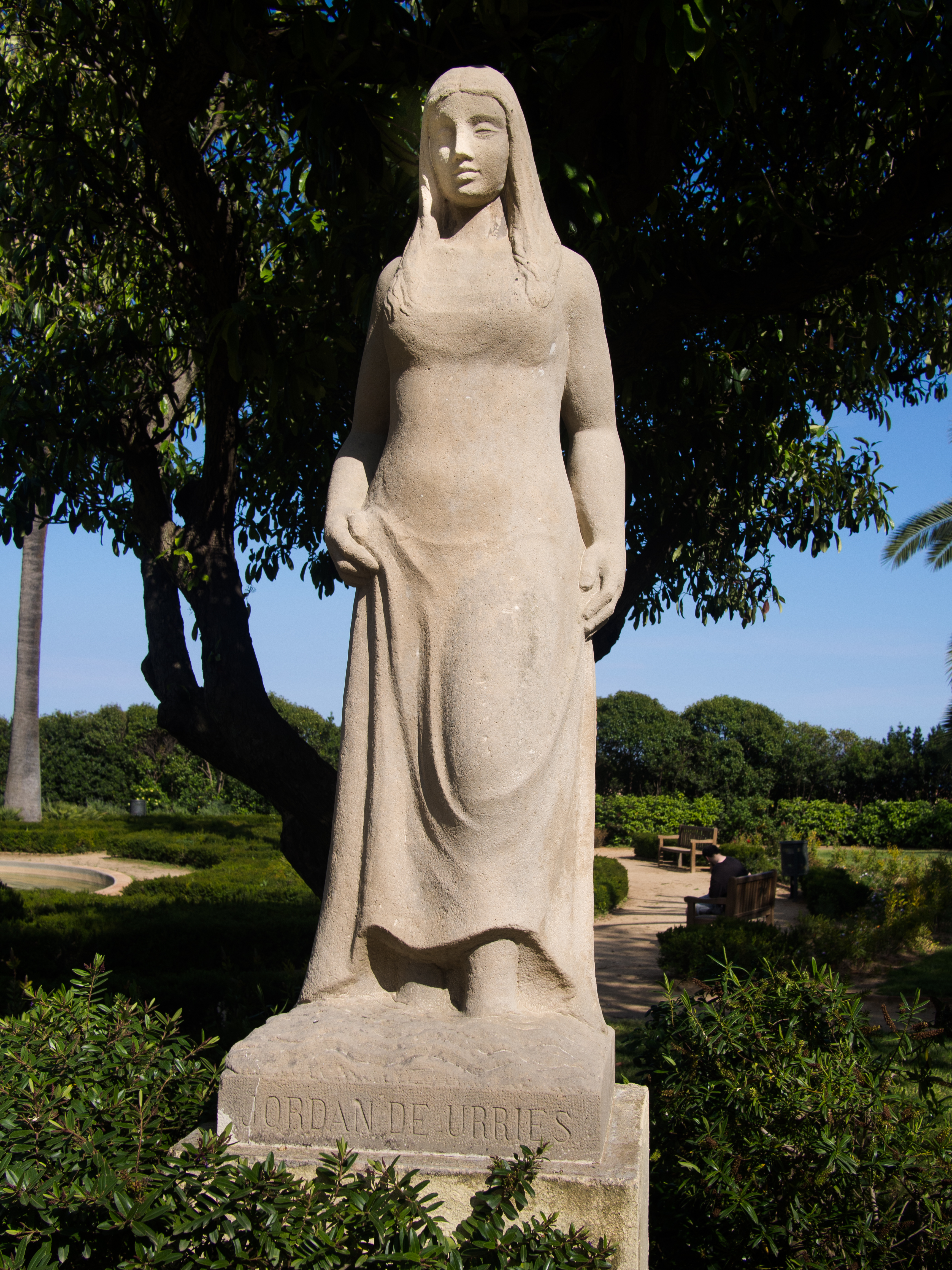
Estatua de Jordán de Urríes.
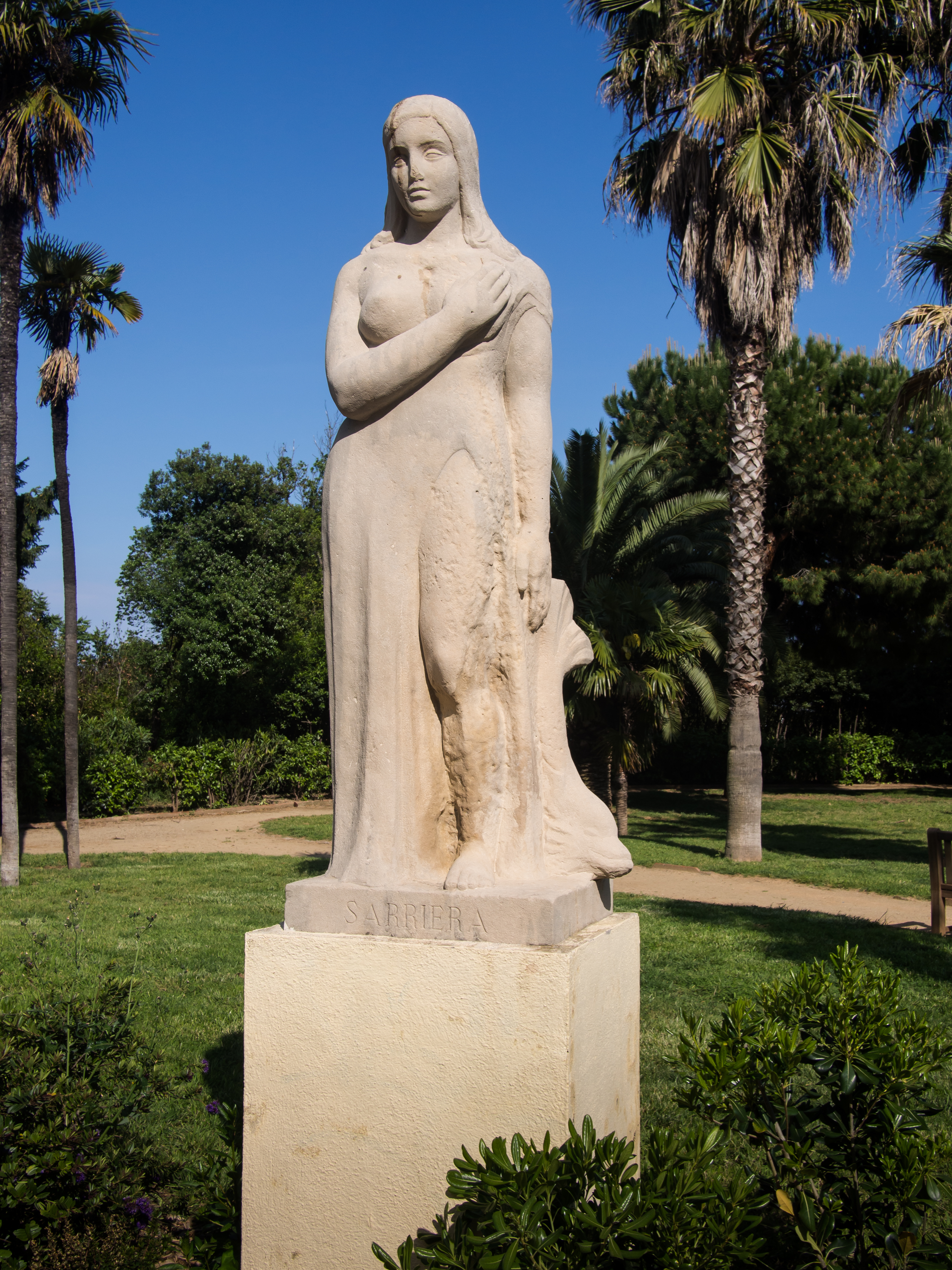
Estatua de Sarriera.